# Ormiańsko-azerski konflikt etniczny (1905–1906)

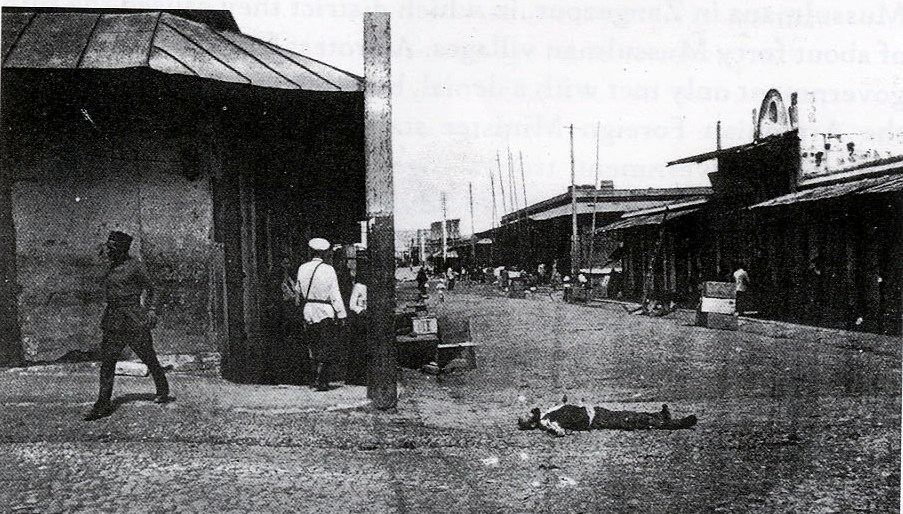
Azerska ofiara zamieszek w Baku

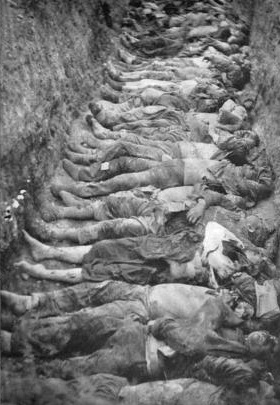
Ciała Ormian zamordowanych w starciach etnicznych w Nachiczewaniu

Ormiańsko-azerski konflikt etniczny – fala starć i pogromów na tle etnicznym, jaka miała miejsce na terenach Azerbejdżanu rosyjskiego (Zakaukazie Wschodnie) w czasie rewolucji w latach 1905–1906. Do najkrwawszych zajść doszło w Baku, Nachiczewaniu i na terenie Górskiego Karabachu. Według różnych szacunków ofiarami zamieszek padło od 3 tys. do 10 tys. osób, z czego większość była Azerami (według oficjalnej nomenklatury rosyjskiej: Tatarami kaukaskimi, muzułmanami).

## Tło wydarzeń
Północna część terytorium zamieszkiwanego przez Azerów została przyłączona do Imperium Rosyjskiego na mocy traktatów w Giulistanie i Turkmanczaju, kończących dwie kolejne wojny rosyjsko-perskie: z lat 1804–1813 oraz 1826–1828. Natychmiast po zakończeniu drugiego z konfliktów na teren Azerbejdżanu rosyjskiego (określanego oficjalnie jako Zakaukazie Wschodnie) zaczęła napływać ludność odmienna etnicznie od rdzennych mieszkańców. Najliczniejszą grupę stanowili Ormianie, w drugiej kolejności Gruzini, Rosjanie i przedstawiciele innych słowiańskich narodów Imperium. Dynamiczny rozwój gospodarczy Azerbejdżanu rosyjskiego, związany z zapoczątkowanym w 1872 boomem naftowym w regionie Baku, zachęcał do osiedlania się w mieście także przybyszów spoza Imperium Rosyjskiego. Największe znaczenie miała imigracja ormiańska. Tylko w latach 1828–1830 na ziemie azerskie napłynęło 120 tys. Ormian, wyjeżdżających z Persji i Turcji. Kolejna znacząca grupa emigrantów ormiańskich pojawiła się w Azerbejdżanie rosyjskim po masakrze ludności ormiańskiej w tureckiej Anatolii wschodniej w latach 90. XIX w.. Według amerykańskiego historyka J. McCarthy’ego, którego oceny polski autor P. Kwiatkiewicz uważa jednak za przesadzone, od 1828 do 1920 na terytorium Azerbejdżanu osiedliło się 660 tys. Ormian. Władze carskie popierały napływ Ormian do Azerbejdżanu, namiestnicy Kaukazu w swojej polityce narodowościowej faworyzowali tę grupę etniczną kosztem miejscowych muzułmanów.
W odróżnieniu od innych emigrantów napływających do Azerbejdżanu, Ormianie zaczęli z czasem postrzegać Azerbejdżan jako terytorium należne im ze względów historycznych, część Wielkiej Armenii, a zarazem część niepodległego państwa narodu ormiańskiego, które zamierzali zbudować. Dążenia ormiańskie spotykały się z negatywnym przyjęciem rdzennej, muzułmańskiej ludności azerskiej. Narodowy ruch ormiański rozwijał się dynamicznie, w 1890 utworzona została Armeńska Federacja Rewolucyjna (Dasznakcutiun, dasznacy), łącząca program emancypacji narodowej z postulatami socjaldemokratycznymi. Partia ta początkowo uznawała za swojego głównego wroga Turcję, jednak już po kilku latach od powstania zwróciła się przeciwko carskiej Rosji pod wpływem polityki namiestnika Kaukazu Grigorija Golicyna, który podjął działania na rzecz rusyfikacji szkół ormiańskich i przeciwko Kościołowi Ormiańskiemu.
Antagonizm azersko-ormiański narastał także na tle ekonomicznym. Podczas gdy muzułmanie byli z reguły robotnikami, a w znacznej części żyli na wsi, Ormianie zajmowali się handlem i często posiadali własne przedsiębiorstwa, a koncentrowali się w miastach.

## Konflikt etniczny
Starcia ormiańsko-azerskie w 1905 były pierwszymi krwawymi walkami między Ormianami i Azerami na terenie Azerbejdżanu rosyjskiego. Gdy wybuchły, w regionie trwały już wystąpienia robotników bakijskich, rozpoczęte przez strajk generalny 13/26 grudnia 1904. Według Bohdana i Krzysztofa Baranowskich starcia na tle etnicznym zostały sprowokowane przez carską policję, Tadeusz Świętochowski twierdzi natomiast, że nie ma dowodów, by wyciągać takie wnioski. Jego zdaniem administracja rosyjska jedynie uchyliła się od uspokojenia nastrojów w dwóch wrogo nastawionych do siebie społecznościach, a następnie w opieszały sposób powstrzymywała walki między nimi.
Walki między Ormianami i Azerami rozpoczęły się w lutym 1905 w Baku, następnie przeniosły się na pozostałą część Zakaukazia, wszędzie, gdzie muzułmanie i Ormianie żyli obok siebie. Obie strony oskarżały się wzajemnie o rozpoczęcie starć: według Azerów pierwszymi ofiarami walk byli muzułmański właściciel sklepu oraz uczeń, zdaniem Ormian to Azerowie jako pierwsi dokonali morderstw na członkach ormiańskiej społeczności Baku. W ciągu czterodniowych walk w mieście zginęło 218 Ormian i 126 Azerów. Do szczególnie zażartych walk doszło na terenie Górskiego Karabachu. Starcia etniczne miały miejsce zarówno w miastach, jak i na wsi. Łączna liczba ofiar wyniosła od 3 do 10 tys. osób lub nawet kilkanaście tysięcy osób, całkowicie zniszczonych zostało 158 wsi zamieszkiwanych przez Azerów oraz 128 wiosek ormiańskich (dane dotyczące miejscowości podawane przez Ormian. Mniejsze straty ormiańskie wynikały z faktu, iż lepiej zorganizowany ruch narodowy Ormian posiadał własne oddziały bojowców (związanych z Armeńską Federacją Rewolucyjną), podczas gdy społeczność muzułmańska była podzielona wewnętrznie i gorzej zorganizowana. Dopiero jesienią 1905 Azerowie powołali do życia tajną organizację Obrona (Difai). Deklarowała ona walkę z Rosją, prowadzoną także przy pomocy metod terrorystycznych, tworzyła także oddziały, które miały bronić Azerów przed atakami ze strony Ormian.
W prasie międzynarodowej wydarzenia w rosyjskim Azerbejdżanie były przedstawiane w sposób wyraźnie przychylny dla Ormian.
Azersko-ormiański konflikt etniczny lat 1905–1906 odegrał, obok dyskusji o azerskim języku literackim, decydującą rolę w procesie kształtowania się azerskiej tożsamości narodowej.